# Калгансир (Жанакорганський район)
Калганси́р (каз. Қалғансыр) — село у складі Жанакорганського району Кизилординської області Казахстану. Входить до складу Кандозького сільського округу.
Населення — 61 особа (2021; 0 у 2009, 159 у 1999).